# Navega
 (février 2023).
Si vous disposez d'ouvrages ou d'articles de référence ou si vous connaissez des sites web de qualité traitant du thème abordé ici, merci de compléter l'article en donnant les références utiles à sa vérifiabilité et en les liant à la section « Notes et références ».
Albums de Mayra Andrade
Stória, stória
(2009)
Navega  est le premier album de la chanteuse Mayra Andrade, sorti en 2006.

## Liste des chansons
| No  | Titre                  | Durée |
| --- | ---------------------- | ----- |
| 1.  | Dimokransa             | 4:28  |
| 2.  | Lapidu na bo           | 4:25  |
| 3.  | Mana                   | 4:37  |
| 4.  | Tunuka                 | 3:46  |
| 5.  | Comme s’il en pleuvait | 3:44  |
| 6.  | Nha sibitchi           | 3:46  |
| 7.  | Lua                    | 3:09  |
| 8.  | Navega                 | 6:14  |
| 9.  | Poc li dente é tcheu   | 3:53  |
| 10. | Dispidida              | 4:33  |
| 11. | Nha nobréza            | 3:52  |
| 12. | Regasu                 | 6:17  |